# Cristina Ferrare
Cynthia Cristina Ferrare (nacida en 1950) es una modelo, actriz, escritora y presentadora estadounidense. Protagonizó varias películas a finales de los años de la década de 1960 y principios de la de 1970, entre ellas la comedia de 1968, The Impossible Years y la película Western de 1972 J. W. Coop, además de interpretar al personaje principal de la película de terror de Juan López Moctezuma, Mary, Mary, Bloody Mary (también de 1972).
En la década de 1980, Ferrare pasó de actuar a presentar varias series de televisión, como The Home Show, Home & Family y Big Bowl of Love en el Oprah Winfrey Network. También es autora de varios libros de cocina y autoayuda.

## Primeros años
Ferrare nació en 1950 en Cleveland (Ohio), hija de Renata y Tavio Ferrare, carnicero. Su familia es de ascendencia italiana. Tenía 14 años cuando su familia se trasladó a Los Ángeles, California, donde su belleza le valió un contrato con la agencia de modelos de Nina Blanchard. A los 16 años, firmó un contrato con los estudios cinematográficos 20th Century Fox.

## Carrera

### Carrera cinematográfica y presentadora de televisión

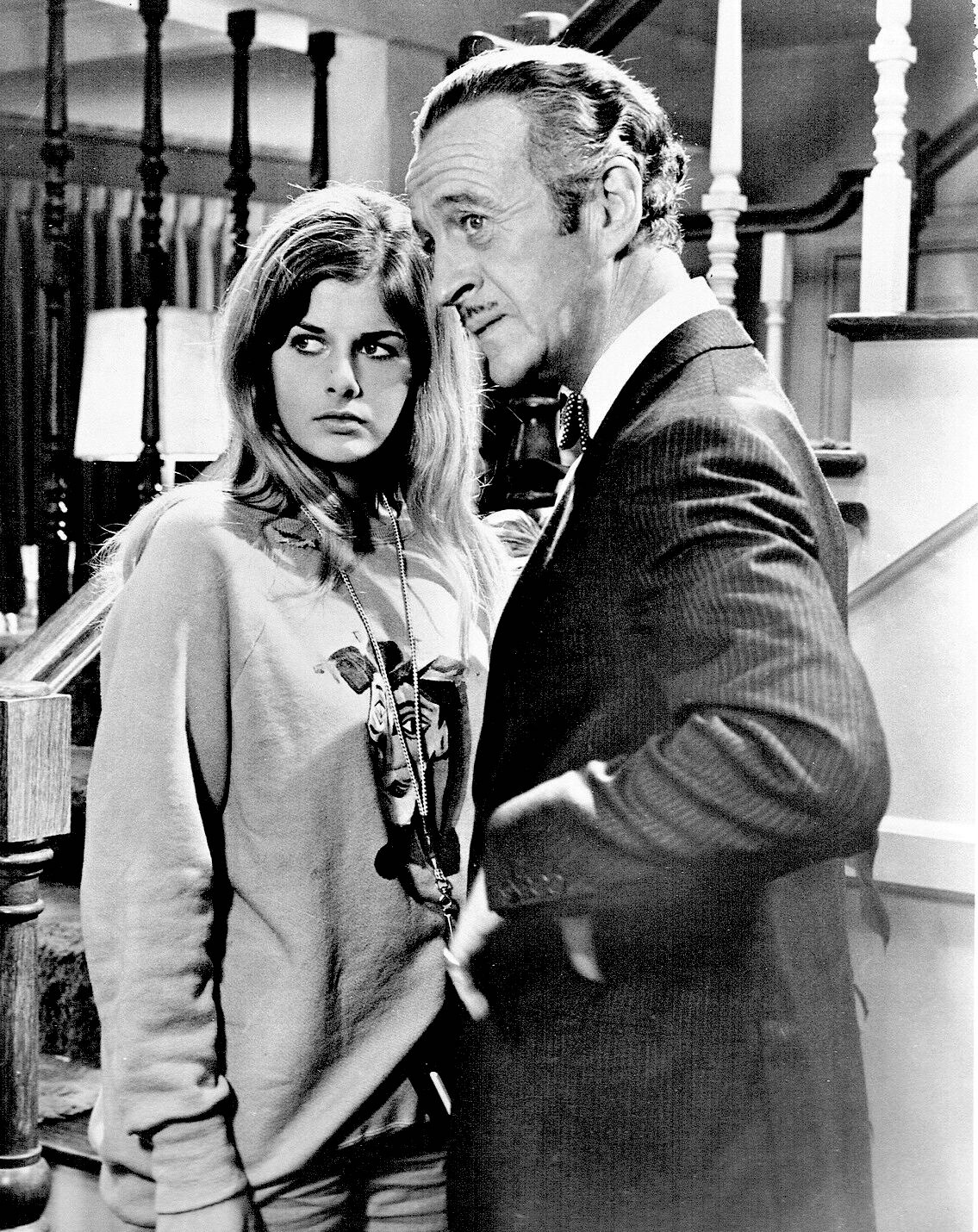
Ferrare y David Niven en The Impossible Years (1968).

Ferrare debutó en el cine en Los años imposibles (1968) junto a David Niven, interpretando a la hija de un profesor universitario de psicología. A continuación interpretó un papel principal en el drama del Oeste J. W. Coop (1972), dirigido y protagonizado por Cliff Robertson y Geraldine Page. Posteriormente interpretó al personaje principal de la película de terror María, María, María Sangrienta (1972), de Juan López Moctezuma, en la que encarnaba a una vampiresa que vagaba por un pueblo mexicano.
En 1975, Ferrare trabajó como portavoz de Max Factor.
Ferrare fue copresentador de A.M. Los Angeles en KABC-TV durante varios años a finales de los 80. También fue copresentadora de la serie de televisión de ABC The Home Show durante varios meses a principios de 1989. En 1990, Ferrare apareció en la publicidad impresa de Ultra Slim-Fast. También fue copresentadora suplente en Good Morning America y Live! with Regis and Kathie Lee. En 1993, fue presentadora invitada en dos episodios de ¡Vicki!.

### Home and Family Show
De noviembre de 1996 a agosto de 1998, Ferrare copresentó Home & Family en The Family Channel; el programa terminó el 14 de agosto de 1998, justo un día antes de que el canal se convirtiera en Fox Family Channel, lo que incluyó una importante reestructuración de la programación de la cadena. Más tarde copresentó una versión revivida del programa de 2012 a 2016 con Mark Steines en su nueva cadena Hallmark Channel.
La salida de Ferrare fue abrupta y la audiencia no recibió ninguna explicación ni aviso previo a su salida. El 21 de junio de 2016, Hallmark Channel confirmó que Ferrare dejaría de ser copresentadora del programa con Steines; la antigua copresentadora de The View, Debbie Matenopoulos fue nombrada su sustituta. En un comunicado a través de Facebook, Ferrare abordó su salida: "Es realmente muy simple, Home and Family tendrá una temporada 5 por la que estoy muy feliz y la Red decidió que querían una nueva copresentadora y esa será Debbie. Hará un gran trabajo".

### Diseñadora
Ella y su madre crearon la Colección Cristina Ferrare, produciendo joyas que, en 2002, se vendían en siete tiendas Neiman Marcus y "empezaban a aparecer en tiendas especializadas de todo el país".

### Big Bowl of Love
Ferrare se estrenó en su nuevo programa Big Bowl of Love en la cadena de Oprah Winfrey (OWN) el 3 de enero de 2011 con la Iron Chef Cat Cora como primera invitada del programa. Big Bowl of Love sigue a Ferrare cocinando recetas junto a sus amigos, familiares y otros invitados.

## Vida personal
Según cuenta Ferrare en su libro Realistically Ever After, se casó con un hombre en 1969 y lo anuló seis semanas después. En 1973 se casó con el ejecutivo automovilístico John DeLorean. Él había adoptado antes a un hijo, Zachary, cuando era soltero, y ella también lo adoptó. Más tarde, tuvieron una hija, Kathryn. Después de que DeLorean perdiera su fortuna y fuera acusado, y luego exonerado, de cargos de tráfico de cocaína, Ferrare se divorció de él en 1985. Dos semanas más tarde, el 21 de abril de 1985, se casó con el ejecutivo de la industria del entretenimiento Anthony Thomopoulos.
Ferrare fue retratada por Isabel Arraiza en la película de 2018 Driven y por Morena Baccarin en el documental de 2019 Framing John DeLorean.
Su sobrina (hija de su hermana) es la actriz Danielle Bisutti.

## Filmografía
| Year | Title                                                | Role           | Notes | Ref.   |
| ---- | ---------------------------------------------------- | -------------- | ----- | ------ |
| 1968 | The Impossible Years                                 | Linda Kingsley |       | [ 19 ] |
| 1972 | J. W. Coop                                           | Bean           |       | [ 19 ] |
| 1975 | Mary, Mary, Bloody Mary                              | Mary           |       | [ 19 ] |
| 1993 | Perry Mason: The Case of the Telltale Talk Show Host | Judith Jansen  |       | [ 19 ] |
| 2005 | The Weather Man                                      | Herself        |       | [ 19 ] |

## Obras en bibliografía
- Ferrare, Cristina (1984). Cristina Ferrare Style: How to Have It in Every Part of Your Life. New York City, New York: Simon & Schuster. ISBN 978-0-671-46849-1.
- Ferrare, Cristina (1998). Cristina Ferrare's Family Entertaining. New York City, New York: Golden Books. ISBN 978-0-307-44014-3.
- Ferrare, Cristina (1999). Okay, So I Don't Have a Headache: What I Learned (and What All Women Need to Know) about PMS, Hormones, Stress, Diet, Menopause--and Sex. New York City, New York: St. Martin's Press. ISBN 978-1-582-38029-2.
- Ferrare, Cristina (2004). Realistically Ever After: Finding Happiness When He's Not Prince Charming, You're Not Snow White, and Life's Not a Fairy Tale. New York City, New York: Rodale. ISBN 978-1-579-54947-3.
- Ferrare, Cristina (2011). Cristina Ferrare's Big Bowl of Love: Delight Family and Friends with More Than 150 Simple, Fabulous Recipes. New York City, New York: Sterling Epicure. ISBN 978-1-402-78644-0.
- Ferrare, Cristina (2018). Food for Thought: Recipes for Ultimate Mind and Body Health. New York City, New York: Post Hill Press. ISBN 978-1-642-93057-3.